# I figli della Pantera Rosa
I figli della Pantera Rosa (Pink Panther and Sons) è una serie televisiva d'animazione prodotta da Hanna-Barbera e United Artists Television e distribuita da MGM Television, nata come seguito della serie di cortometraggi sulla Pantera Rosa. Friz Freleng, creatore del personaggio, fu produttore creativo della serie, che venne originariamente trasmessa sulla NBC nel 1984. In Italia viene trasmessa dal 2 aprile 2000 su Italia 1.

## Trama
La serie è incentrata sui due figli della Pantera Rosa: Pinky, un preadolescente, e suo fratello Panky, un bambino, e sui loro amici nella squadra delle Rainbow Panthers (Chatta, Rocko, Murfel, Annie e Punkin).
In ogni episodio le Rainbow Panthers si divertono imparando a crescere e a prendersi cura l'uno dell'altro, affrontando la squadra di leoni Howl Angels.

## Personaggi

### Rainbow Panthers
- Pinky (doppiato da Billy Bowles in inglese e da Patrizia Scianca in italiano) - Pinky è una giovane pantera molto gentile. Pinky generalmente finisce per mettersi nei guai (in un episodio diventa alto 15 cm), ed è quello a cui vengono la maggior parte delle idee. È innamorato di Chatta, una pantera viola del gruppo.
- Panky (doppiato da B.J. Ward in inglese e da Federica Valenti in italiano) - Panky è il fratellino di Pinky. Il suo pannolino non è mai legato correttamente, così che lui lo regge ovunque vada. Dal momento che è ancora un bambino, è considerato molto impressionabile.
- Chatta (doppiata da Sherry Lynn) - Chatta è una pantera viola. È innamorata di Pinky e spesso cerca di impressionarlo per ricevere il suo affetto.
- Murfel (doppiato da Shane McCob) - Murfel è una pantera verde che indossa un berretto di lana troppo grande. Ha una parlata incomprensibile.
- Rocko (doppiato da Frank Welker) - Rocko è una pantera di gialla, ed è molto atletico. Indossa sempre dei guantoni da boxe.
- Annie (doppiata da Jeannie Elias) - Annie è una pantera arancione che indossa tute, ed è la più scientifica del gruppo.
- Punkin (doppiato da B.J. Ward) - Punkin è una pantera blu che indossa un berretto da baseball e un maglione di lana. È piuttosto ottuso.
- Pantera Rosa - È il padre muto di Pinky e Panky.

### Howl Angels
- Finko (doppiato da Frank Welker in inglese e da Luca Bottale in italiano) - Finko è il leader degli Howl Angels. È il rivale di Pinky e fece da baby sitter a Panky quando Pinky e Chatta andarono al cinema.
- Howl (doppiato da Marshall Efron in inglese e da Diego Sabre in italiano) - Howl è il braccio destro di Finko.
- Liona (doppiata da Jeannie Elias) - Liona è una leonessa dura ma bella, e ha una cotta per Pinky. Lei e Chatta lottano per l'affetto di Pinky.
- Bowlhead (doppiato da Gregg Berger)
- Buckethead (doppiato da Sonny Melendrez)

## Episodi
| N° | Titolo originale                  | Titolo italiano                         | Prima TV originale |
| -- | --------------------------------- | --------------------------------------- | ------------------ |
| 1  | Spinning Wheels                   | Gara a due ruote                        | 8 settembre 1984   |
| 1  | Pinky and the Bat                 | Baseball che passione                   | 8 settembre 1984   |
| 2  | The Great Bumpo                   | Un piccolo, grande elefante             | 15 settembre 1984  |
| 2  | Take a Hike                       | La gita                                 | 15 settembre 1984  |
| 3  | Haunted Howlers                   | La casa stregata                        | 22 settembre 1984  |
| 3  | Traders of the Lost Bark          | Un cucciolo smarrito                    | 22 settembre 1984  |
| 4  | Pink Enemy #1                     | Caccia all'imbroglione                  | 29 settembre 1984  |
| 4  | Pink Encounters of the Panky Kind | Arrivano gli extraterrestri             | 29 settembre 1984  |
| 5  | Millionaire Murfel                | Lo scambio                              | 6 ottobre 1984     |
| 5  | The Pursuit of Panky              |                                         | 6 ottobre 1984     |
| 6  | Sitter Jitters                    | Appuntamento al cinema                  | 13 ottobre 1984    |
| 6  | The Fix Up, Foul Up               | Il quadro della salvezza                | 13 ottobre 1984    |
| 7  | Joking Genie                      | Il genio della lampada                  | 20 ottobre 1984    |
| 7  | Panky's Pet                       | L'isola del dinosauro                   | 20 ottobre 1984    |
| 8  | Punkin's Home Companion           | Un nuovo amico                          | 27 ottobre 1984    |
| 8  | Insanity Claus                    | Chi ha mandato Babbo Natale in prigione | 27 ottobre 1984    |
| 9  | Rocko's Last Round                | Un regalo importante                    | 3 novembre 1984    |
| 9  | Sleeptalking Chatta               | Il numero vincente                      | 3 novembre 1984    |
| 10 | Pink Shrink                       | Una pantera piccola piccola             | 11 novembre 1984   |
| 10 | The Pink Link                     | Che confusione                          | 11 novembre 1984   |
| 11 | Annie's Invention                 | Una grande invenzione                   | 18 novembre 1984   |
| 11 | Panky and the Angels              | La riunione segreta                     | 18 novembre 1984   |
| 12 | Arabian Frights                   | Sogno orientale                         | 25 novembre 1984   |
| 12 | Brothers are Special              | Due fratelli molto speciali             | 25 novembre 1984   |
| 13 | A Hard Day's Knight               |                                         | 1º dicembre 1984   |
| 13 | Mister Money                      |                                         | 1º dicembre 1984   |